# Ранчо ел Абревадеро, Кампо Мата Редонда (Хонакатепек)
Ранчо ел Абревадеро, Кампо Мата Редонда (шп. Rancho el Abrevadero, Campo Mata Redonda) насеље је у Мексику у савезној држави Морелос у општини Хонакатепек. Насеље се налази на надморској висини од 1279 м.

## Становништво
Према подацима из 2010. године у насељу су живела 4 становника.

### Хронологија
| Година       | 2000 | 2005      | 2010 |
| ------------ | ---- | --------- | ---- |
| Становништво | 4    | 5 (4 / 1) | 4    |

### Попис
| # | Индикатор                     | Вредност |
| - | ----------------------------- | -------- |
| 1 | Укупно домаћинстава           | 5        |
| 2 | Укупно насељених домаћинстава | 2        |
| 3 | Величина локације             | 1        |